# Macrozamia diplomera
Macrozamia diplomera là một loài thực vật hạt trần trong họ Zamiaceae. Loài này được (F.Muell.) L.A.S.Johnson mô tả khoa học đầu tiên năm 1959. Đây là loài đặc hữu New South Wales, Australia.